# Львівський національний університет ветеринарної медицини та біотехнологій імені С. З. Ґжицького
Львівський національний університет ветеринарної медицини та біотехнологій імені С. З. Ґжицького — найстаріший заклад вищої освіти ветеринарного профілю в Україні та Європі.
В Університеті функціонують п'ять факультетів: факультет ветеринарної медицини, біолого-технологічний факультет, факультет харчових технологій та біотехнології, факультет економіки та менеджменту і факультет громадського розвитку та здоров’я. На сьогодні в Університеті навчається близько шести тисяч студентів. Підготовка ведеться за двома освітніми ступенями: бакалавр та магістр. Університет готує спеціалістів за 37 освітніми програмами.

## Історія
Університет є найстарішим закладом вищої освіти ветеринарного профілю в Україні та Європі. Історія його сягає 1512 року, коли після заснування школи ковальства у Львові створюється цех хірургів, який став надалі родоначальником Львівського національного медичного університету імені Данила Галицького. Основною структурною одиницею була школа ветеринарії, навчання в якій проводилось латинською мовою. Тоді у школі вивчали низку предметів, що охоплювали знання з анатомії коней, про рани, їх заживлення, хвороби та звісно ковальство. Навчання тривало 6 років.
Саме у Львові, згідно реформи освіти імператора Йосифа II в Австрійській імперії, мав існувати третій за рахунком університет окрім Відня та Праги.
- Цісарсько-королівська Ветеринарна школа зі школою кування коней з клінікою-стаціонаром для тварин у Львові — з 1881 року;

Директором школи від 1 жовтня 1881 року був призначений професор Петро Зайфман, колишній директор Варшавської ветеринарної школи та засновник і директор Казанського ветеринарного інституту. 
- Львівська академія ветеринарної медицини — з 1 жовтня 1897 року;

Статус  академії Львівській школі надався  з 1 жовтня 1897 року. Включаючи в себе збільшені кількості працівників та фінансування. 
Щоб вступити до академії потрібно було мати повну середню освіту з атестатом зрілості, а час навчання продовжувався до 4 років. 
- Львівський ветеринарний інститут;

Восени 1939 року Польща була окупована нацистською Німеччиною, внаслідок чого Львівська академія ветеринарної медицини стала Львівським ветеринарним інститутом. 
- Львівська академія ветеринарної медицини — з 1992 року;
- Львівська академія ветеринарної медицини імені С. З. Ґжицького — з 1994 року;

У  1992 році навчальний заклад знову гордо найменувався Львівською академією ветеринарної медицини. 
У 2003 році академія здобула національний статус та до сьогодні носить ім'я Степана Зеноновича Ґжицького. 
Львівський національний університет ветеринарної медицини та біотехнологій імені Степана Ґжицького — з 2007 року. 
У вересні 2024 року Міністерство освіти ти науки України вирішило реорганізувати Львівський національний університет природокористування, приєднавши його до даного навчального закладу. 

## Локація
Університет розташований майже в самому «серці» міста — на вулиці Пекарській, одній із найстаріших і найкрасивіших вулиць Львова, у парковій зоні. На території Університету компактно розташовано навчальні корпуси, гуртожитки, спортивний комплекс та храм Святої Трійці, зони для активного відпочинку та інше.

## Факультети
- Факультет ветеринарної медицини – найдавніший в Університеті та один із найбільших в Україні. Тут відбувається підготовка фахівців за спеціальністю «Ветеринарна медицина».
- Біолого-технологічний факультет готує фахівців для тваринництва західного регіону України зі спеціальностей «Технологія виробництва і переробки продукції тваринництва» і «Водні біоресурси та аквакультура».
- Факультет харчових технологій та біотехнології працює над підготовкою фахівців за спеціальностями «Біотехнологія та біоінженерія», «Харчові технології» для роботи на підприємствах м'ясної і молочної промисловості, в забійних і переробних цехах, фермерських господарствах.
- Факультет економіки та менеджменту займається підготовкою фахівців за такими спеціальностями: «Економіка», «Менеджмент», «Маркетинг», «Туризм», «Публічне управління та адміністрування».
- Факультет громадського розвитку та здоров'я навчає фахівців за спеціальностями: «Освітні, педагогічні науки», «Фізична культура і спорт», «Екологія», «Право», «Ветеринарна гігієна, санітарія і експертиза», «Фармація, промислова фармація» та «Фізична терапія, ерготерапія».

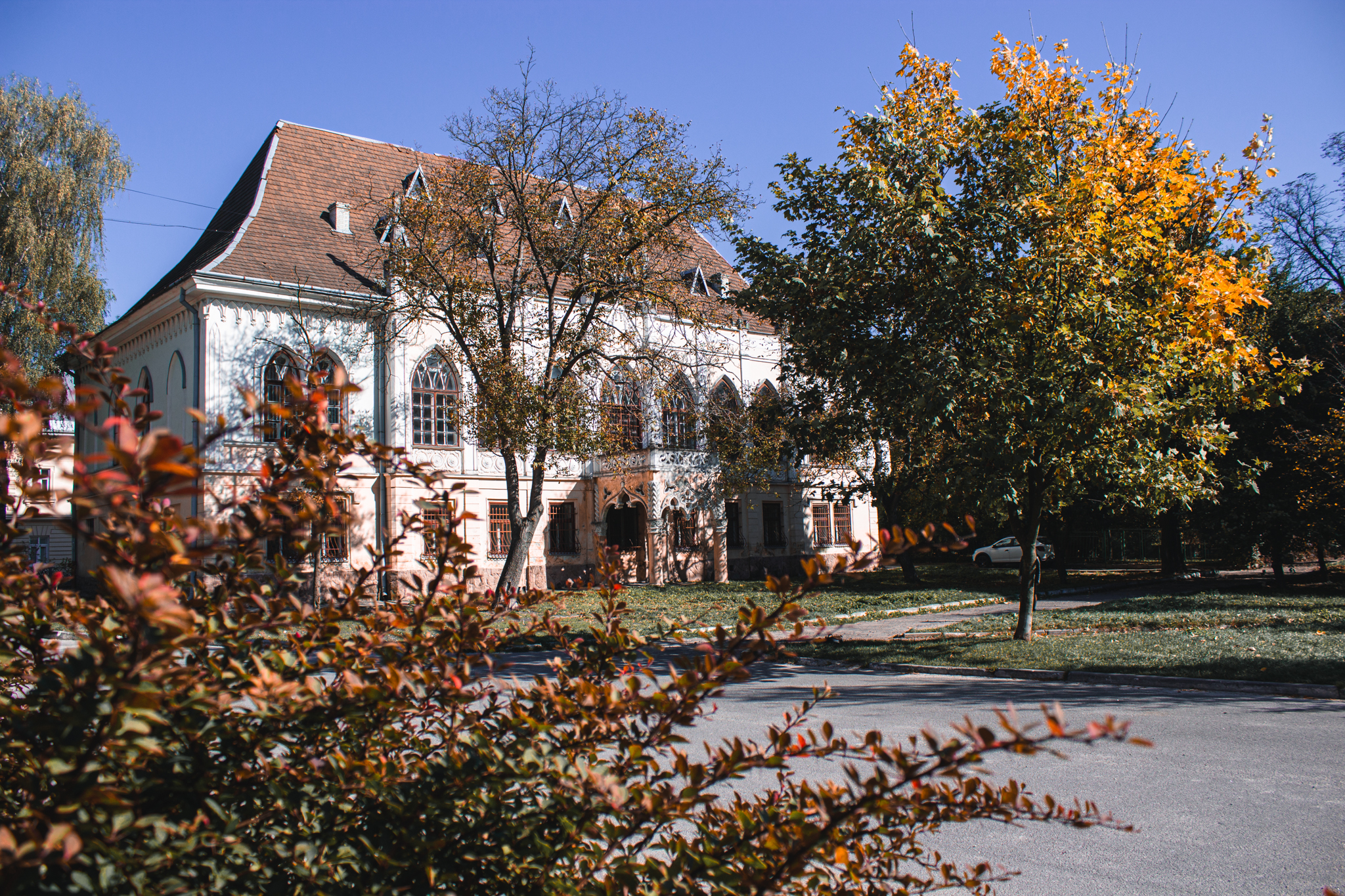
Палац Туркулів-Комелло

## Почесні доктори
У 1908 році тодішня Львівська ветеринарна академія отримала від Міністерства віросповідань та освіти Австро-Угорщини право надавати звання почесного доктора (doctor honoris causa). Від 1909 до 1939 року 11 осіб стали почесними докторами академії:
- 1909 рік — Генрик Кадий і Юзеф Шпільман (Львів, професори академії).
- 1910 рік — Густав Мархед, Людвік Цвіклінський, Вацлав Залеський, Карл Келлє (Відень, працівники міністерств Австро-Угорщини) і професор Юзеф Байєр (Відень, Австрія)
- 1919 рік — Пйотр Бочковський (Варшава, Польща).
- 1930 рік — Зиґмунт Марковський (Львів, ректор академії).
- 1934 рік — Володимир Кульчицький і Вацлав Морачевський (Львів, професори академії).
- 1998 рік — Данило Василенко (Київ, колишній ректор інституту), Богдан Ткачук (США, випускник академії), Еліґіуш Рокіцький (Польща, професор), Оскар Шаллер (Відень, ректор університету).
- 1999 рік — Юзеф Ляйбетзедер (Відень, ректор університету).
- 2005 рік — Роман Барановський (США, громадський діяч, випускник Академії).
- 2008 рік — Павел Сиса, Владислав Косіняк, Юзеф Ніцпонь (Польща, професори) і Роман Пулка (Польща, громадський діяч).
- 2009 рік — професор Станіслав Рудик і Лариса Усаченко (Київ).
- 2010 рік — Міхал Мазуркевич (Вроцлав, ректор Університету).
- 2014 рік — Ігор Коцюмбас (професор, академік НААН України).
- 2015 рік — Роман Колач (професор).
- 2016 рік — Марек Козьоровський (професор, Польща).
- 2017 рік — Станіслав Вінярчик (професор, Польща).
- 2018 рік — Аліна Вєлічко (професор, Польща).
- 2019 рік — Кшиштоф Кубяк (професор, Польща).
- 2023 рік — Зиґмунт Літвінчук (професор, Польща).
- 2024 рік  – Здзіслав Кєлбович (професор, Польща)

## Відомі випускники
- Володимир Кульчицький (1862—1936) — доктор, професор, завідувач кафедри анатомії, ректор Львівської ветеринарної академії в 1917—1919 роках, відомий учений-зоолог, анатом та орієнталіст, що походив зі старовинного шляхетського українського роду Сас-Кульчицьких. Проводив дослідження в галузі зоологічної номенклатури ракоподібних, паразитології тварин і людей, неординарних випадків топографії судин та нервів у свійських тварин, гомології передніх та задніх кінцівок тварин і людини, морфології птахів, статистичних показників захворювань коней.
- Мечислав Грабовський (1871—1922) — доктор, професор, завідувач кафедри патологічної анатомії та експериментальної патології в 1906—1921 роках і ректор Львівської ветеринарної академії у 1913—1915 роках. Заснував патолого-анатомічний музей тодішньої Ветеринарної академії, мікропрепарати якого ще досі широко використовують у навчальному процесі
- Степан Ґжицький (1900—1976) — доктор ветеринарної медицини, доктор біологічних наук, професор, завідувач кафедри біохімії Львівського зооветеринарного інституту у 1939—1976 роках, всесвітньо відомий випускник Львівської академії ветеринарної медицини (1929), основоположник ветеринарної біохімії в Україні. Його наукова діяльність охоплювала два напрями: дослідження біохімічних процесів у тварин при різних захворюваннях (при деяких хворобах було запропоновано інсулінотерапію) та вивчення особливостей обміну речовин в організмі жуйних тварин у зв’язку з їх годівлею і вирощуванням для розробки теоретичних основ підвищення продуктивності та якості продукції. Важливим результатом цього напряму було з’ясування ролі рубця у загальному метаболізмі та вивчення симбіозу жуйних тварин з мікроорганізмами, що заселяють передшлунки.
- Ярослав Косарчин (1919—1951) — сотник УПА, командир ТВ-23 «Магура» (квітень 1945 — осінь 1949), крайовий провідник ОУН «Карпати» (1949—1951). Лицар Срібного Хреста Бойової Заслуги 2-го класу.
- Степан Стояновський (1922—2000) — доктор біологічних наук, професор, завідувач кафедри фізіології сільськогосподарських тварин Львівського зооветеринарного інституту (1962—1992), ректор інституту в 1965—1989 роках, заслужений діяч науки України, академік УАН, відомий учений у галузі фізіології тварин. Наукові напрацювання послужили основою для обґрунтування та і розроблення нових технологій у м’ясному і молочному тваринництві, які враховували фізіологічні особливості різних видів, порід та продуктивних груп сільськогосподарських тварин.

## Нагороди та репутація
Президією Верховної Ради СРСР нагороджений Грамотою і орденом Трудового червоного прапора (3 листопада 1981 року).
З 2001 року університет входить до Всесвітнього Консорціуму вищих навчальних аграрних закладів, а з травня 2000 року факультет ветеринарної медицини університету входить до складу Європейської Асоціації вищих навчальних закладів ветеринарної медицини, яка станом на 2007 рік нараховувала 42 університети. У 2011 році університет прийнятий до Європейської асоціації ветеринарних лікарів.

## Директори, ректори
- Стояновський Степан Васильович
- Кравців Роман Йосипович
- Гунчак Василь Михайлович
- Гладій Михайло Васильович
- Стибель Володимир Володимирович
- Парубчак Іван Орестович

## Світлини

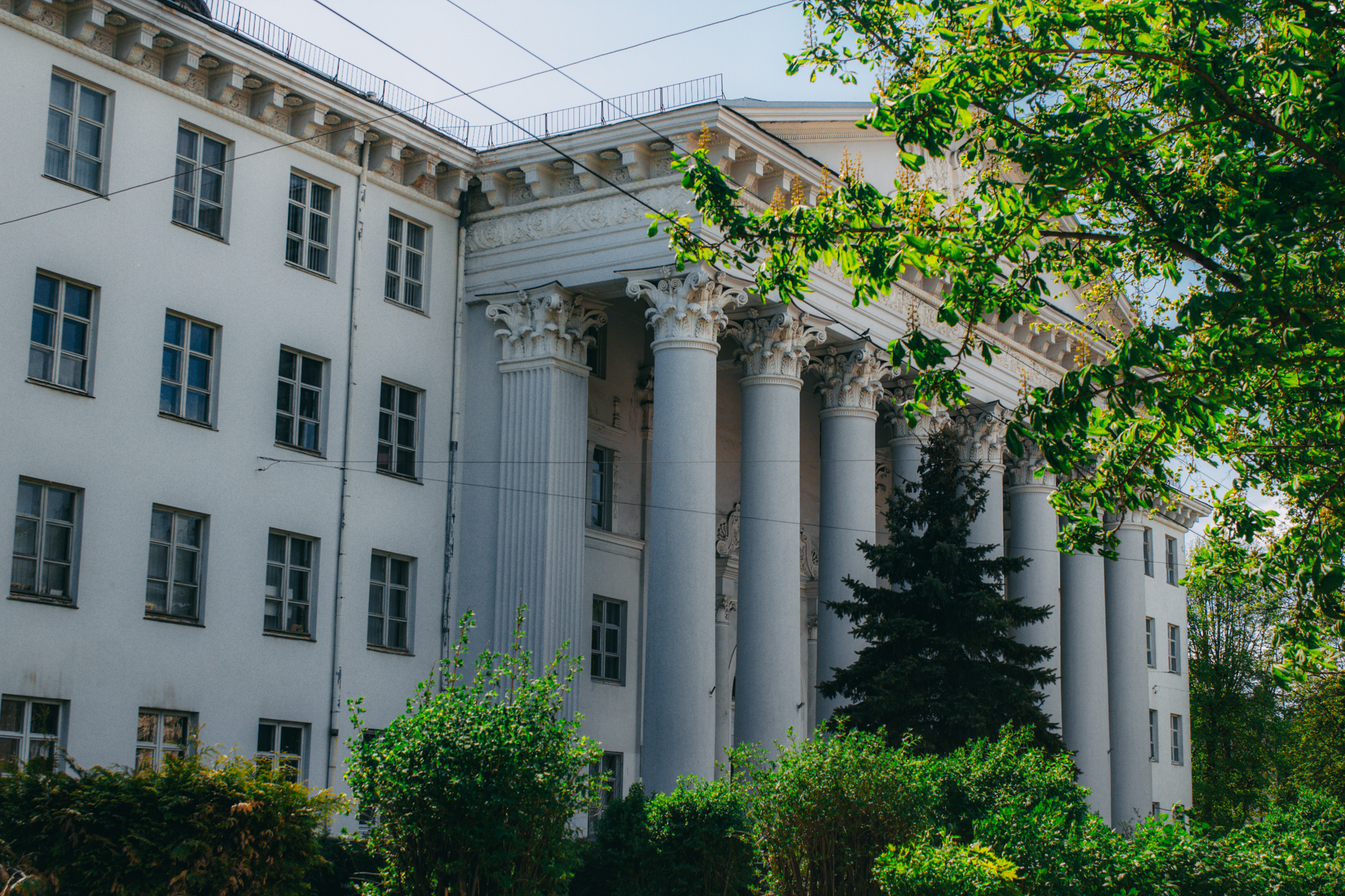
Вигляд старого корпусу університету з вулиці Пекарської
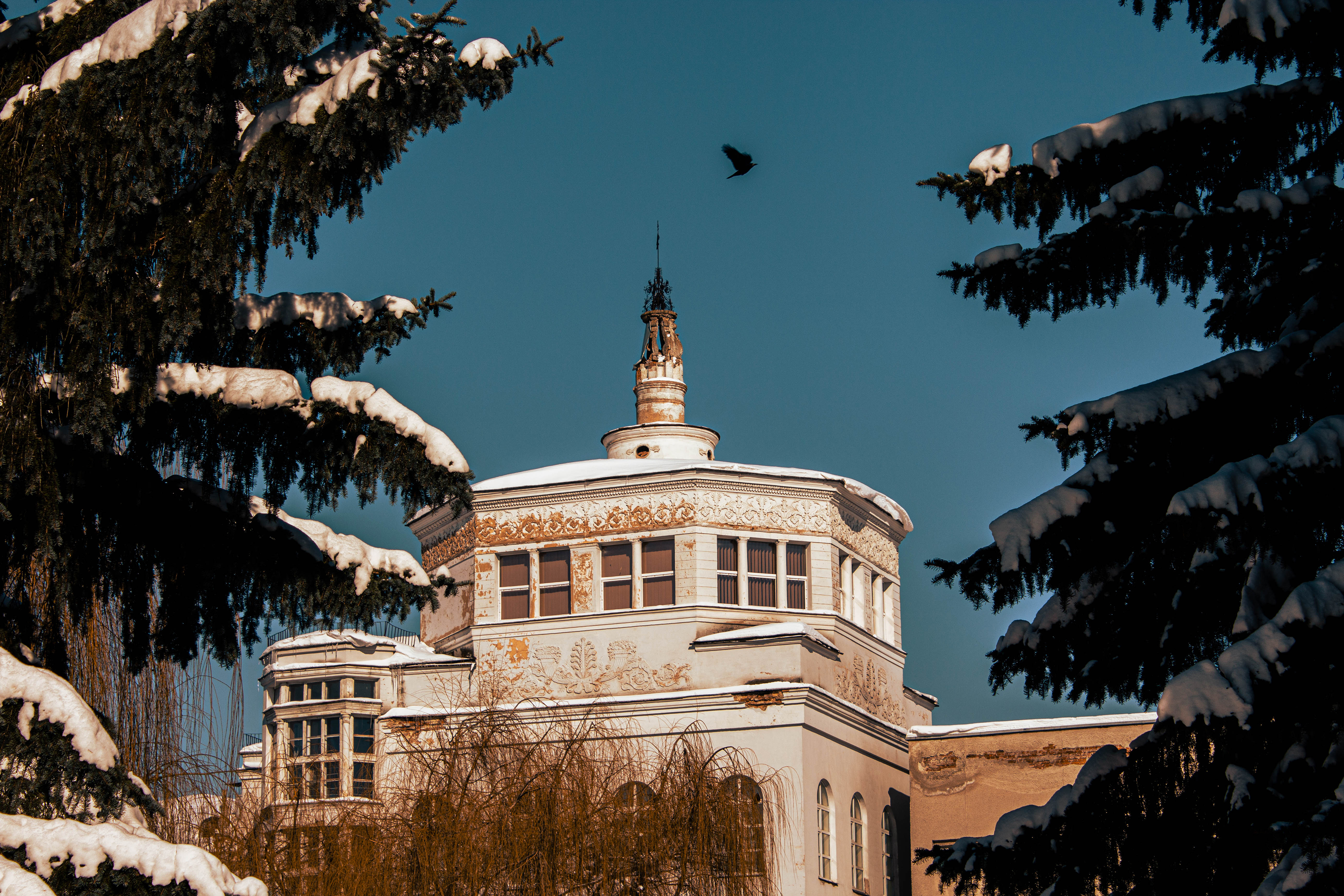
Фрагмент старого корпусу
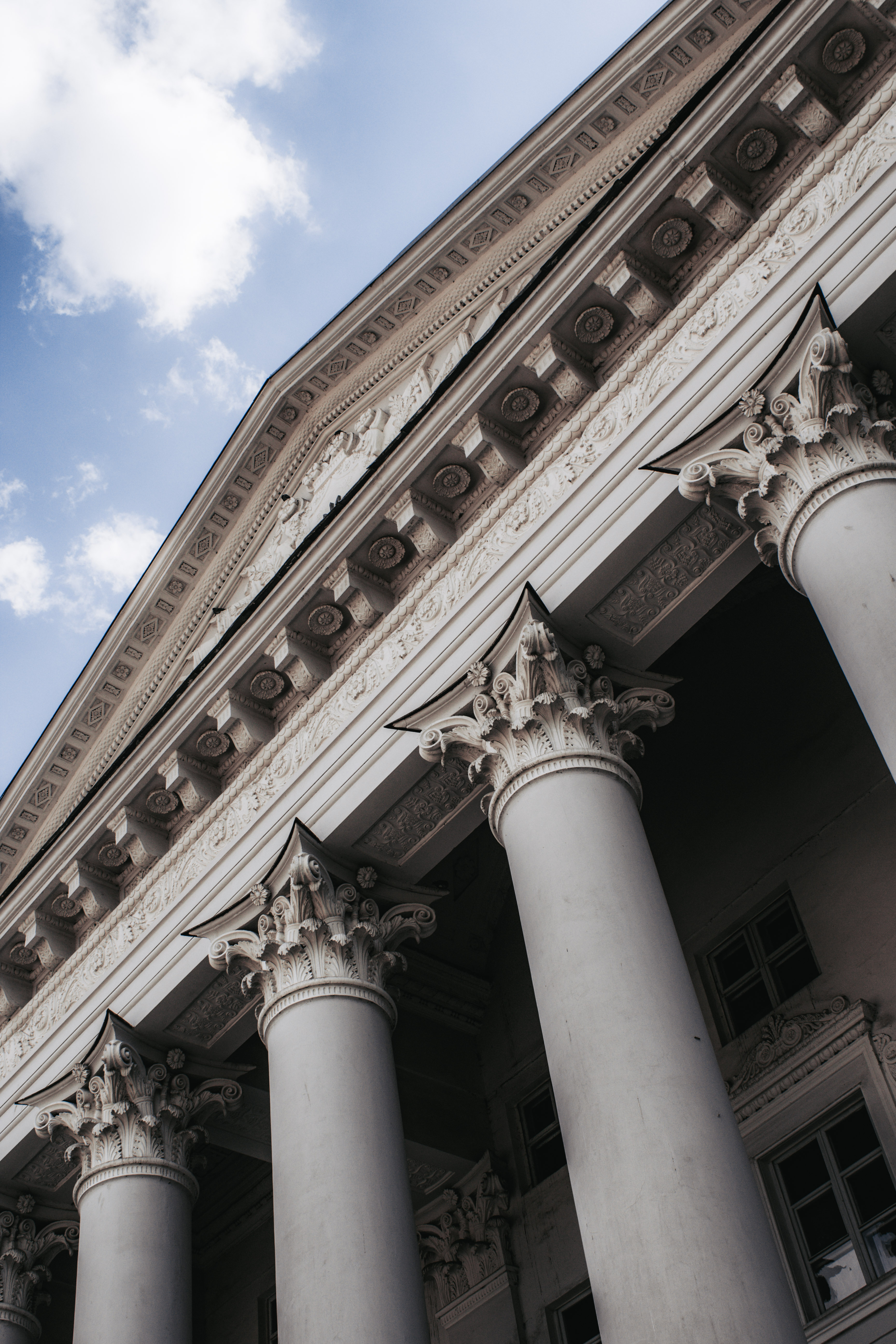
Фрагмент фусту та капітелів старого корпусу
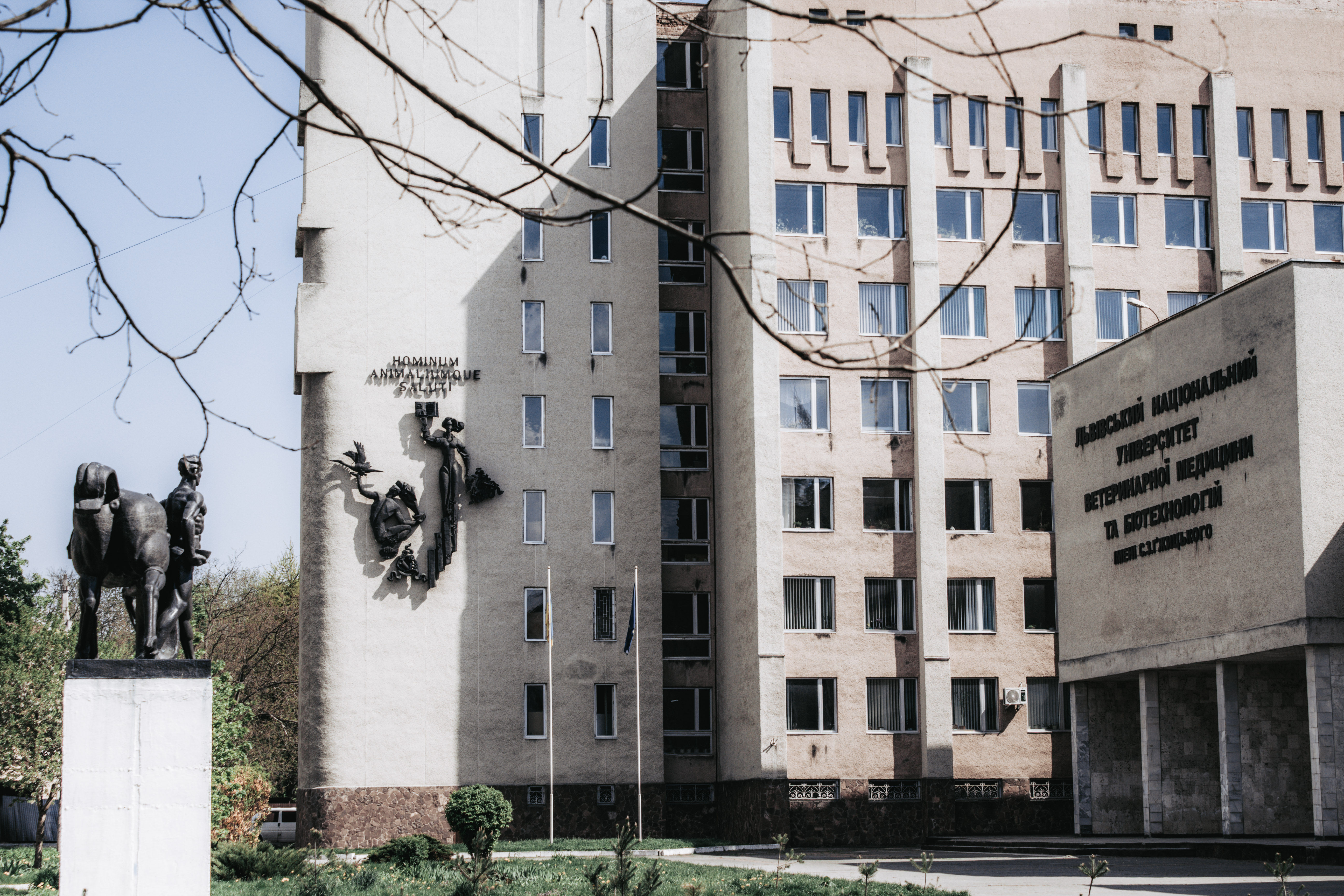
Вигляд на новий корпус
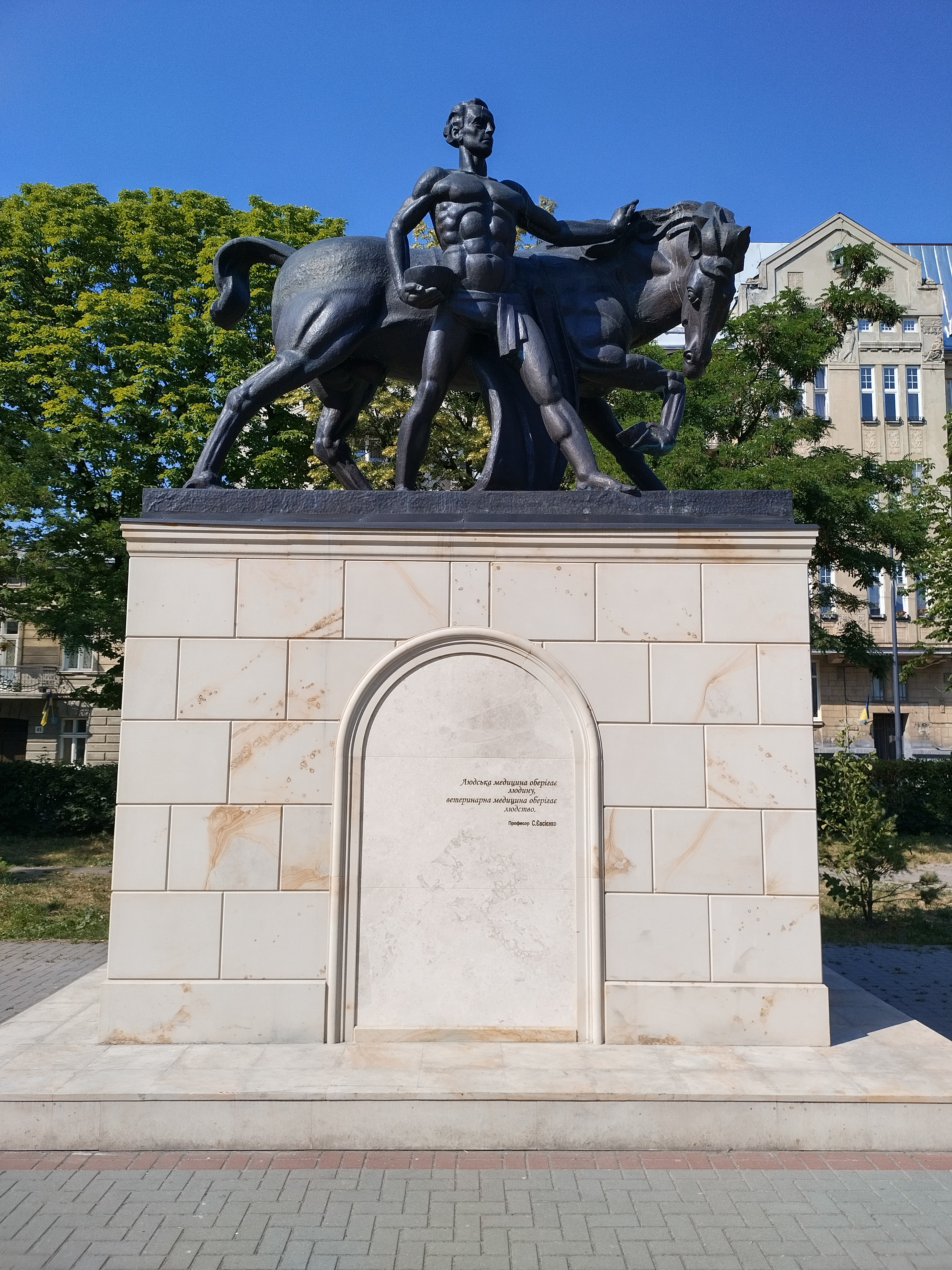
Пам'ятник ветеринарному лікарю біля нового навчального корпусу